# Denver Rockets 1973-1974
La stagione 1973-74 dei Denver Rockets fu la 7ª nella ABA per la franchigia.
I Denver Rockets arrivarono quarti nella Western Division con un record di 37-47. Nei play-off persero la partita di tie-breaker con i San Diego Conquistadors.

## Roster
| N° | Naz.                   | Ruolo | Sportivo      | Anno | Alt. | Peso |
| -- | ---------------------- | ----- | ------------- | ---- | ---- | ---- |
| 10 | Stati Uniti (bandiera) | G     | Al Smith      | 1947 | 185  | 84   |
| 12 | Stati Uniti (bandiera) | GA    | Warren Jabali | 1946 | 188  | 91   |
| 13 | Stati Uniti (bandiera) | AC    | Julius Keye   | 1946 | 208  | 91   |
| 15 | Stati Uniti (bandiera) | GA    | Pat McFarland | 1951 | 196  | 84   |
| 21 | Stati Uniti (bandiera) | GA    | Claude Terry  | 1950 | 193  | 88   |
| 22 | Stati Uniti (bandiera) | AC    | Mike Green    | 1951 | 208  | 91   |
| 23 | Stati Uniti (bandiera) | GA    | Steve Jones   | 1942 | 196  | 93   |
| 25 | Stati Uniti (bandiera) | AC    | Dave Robisch  | 1949 | 208  | 107  |
| 30 | Stati Uniti (bandiera) | GA    | Willie Long   | 1950 | 203  | 102  |
| 31 | Stati Uniti (bandiera) | AC    | Marv Roberts  | 1950 | 203  | 91   |
| 40 | Stati Uniti (bandiera) | AC    | Byron Beck    | 1945 | 206  | 102  |
| 44 | Stati Uniti (bandiera) | GA    | Ralph Simpson | 1949 | 196  | 91   |

## Staff tecnico
- Allenatore: Alex Hannum
- Vice-allenatore: Frank Hamblen